# Autelbas
Autelbas är ett vattendrag i Belgien. Det ligger i den sydöstra delen av landet, 180 kilometer sydost om huvudstaden Bryssel.
Omgivningarna runt Autelbas är en mosaik av jordbruksmark och naturlig växtlighet. Runt Autelbas är det tätbefolkat, med 427 invånare per kvadratkilometer.